# Niels Lodberg
Niels Lodberg (n. 14 octombrie 1980, Ringkøbing) este un fotbalist danez, care evoluează la clubul AC Horsens pe postul de fundaș și deține totodată funcția de antrenor secund.